# Скульптура кулачного борця
Скульптура кулачного борця або Борець із Квірінала (англ. Boxer of Quirinal) — бронзова скульптура доби еллінізму, знайдена на схилі римського пагорба Квірінал в останній третині XIX ст.

## Історія знахідки

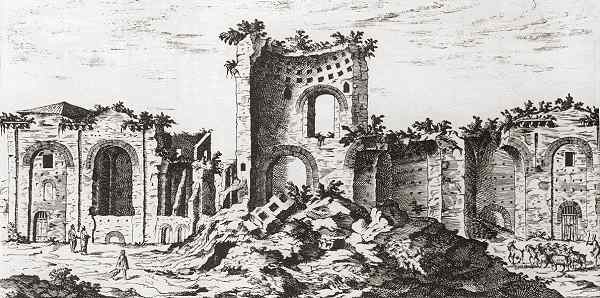
Етьєн Дюперак. Руїни терм імператора Константина, 1575

У Римі в другій половині XIX ст. після створення єдиної італійської держави розпочалась нова кампанія розкопок. Так, на схилі пагорба Квірінал впродовж 30 днів 1885 року знайдено дві незалежні одна від одної бронзові скульптури — невідомий олігарх у повний зріст та скульптура кулачного борця. Поряд зі знахідкою розташовані розвалини терм імператора Константина. Логічно припустити, що в століття існування Римської імперії оригінали доби еллінізму були вивезені до Риму і прикрасили терми Константина.
Італійський археолог Родольфо Ланчіані, котрий був присутнім під час знахідки скульптур, записав : 
| Протягом довгої власної кар'єри археолога я був свідком зустрічей з чималою кількістю знахідок, здатних викликати подив і справжнє захоплення. Однак ніколи я не відчував такого захоплення, як тоді, коли із ґрунту почали визволяти довершений зразок брутального спортсмена-борця, наче пробуджуючи його від тривалого спокою після всіх його боїв[2]. |

## Опис твору

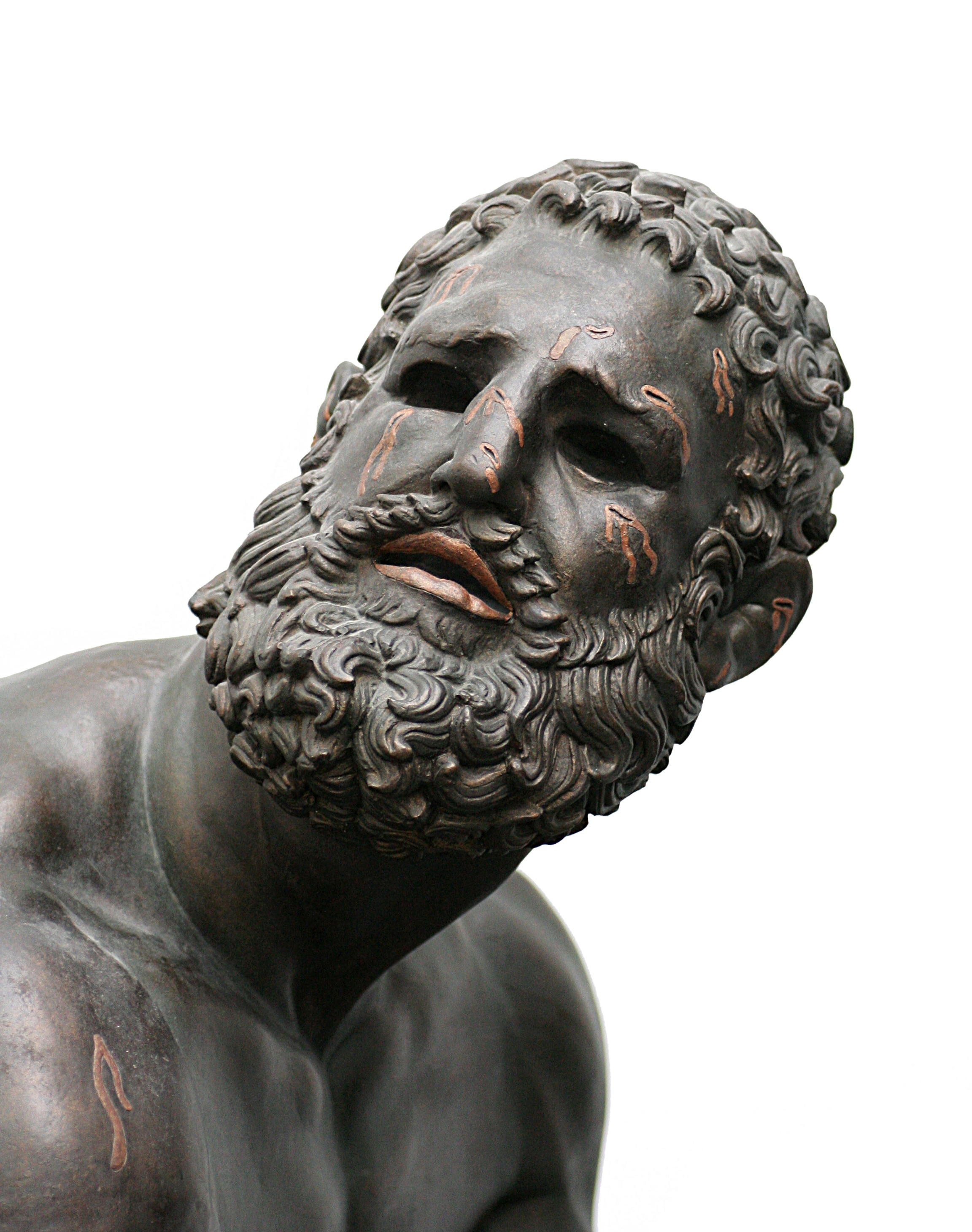
Голова борця із вставками червоної міді на губах та в місцях ран з кровотечею

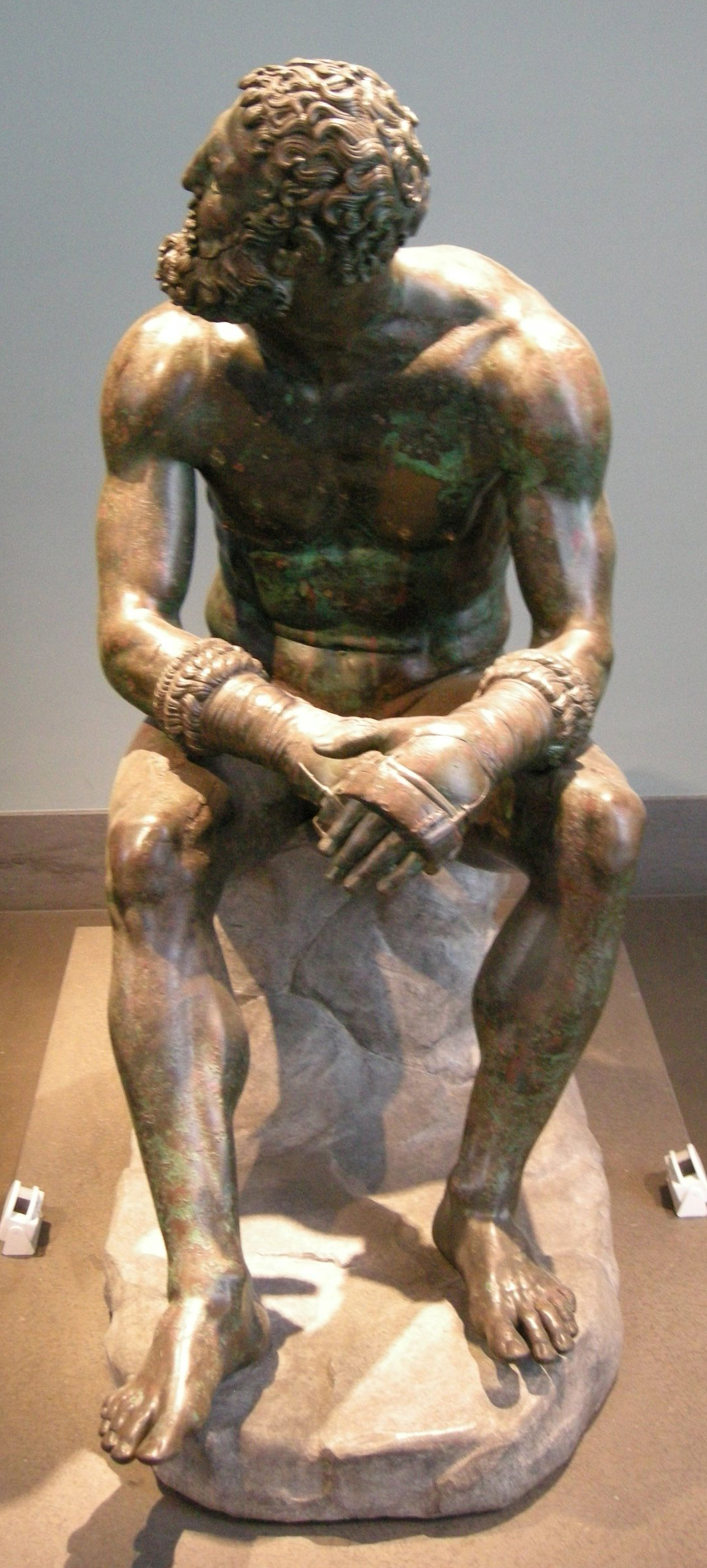
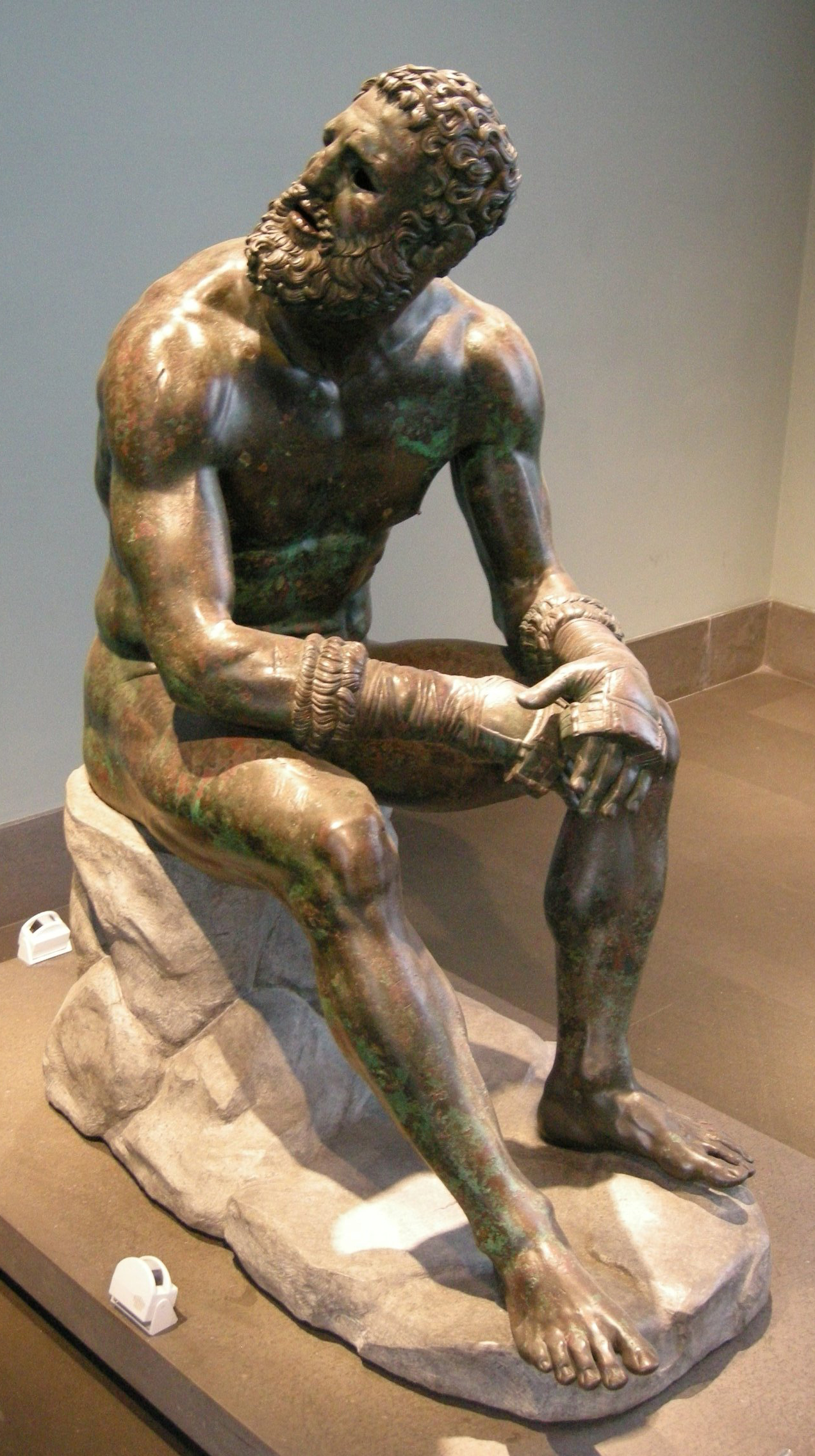
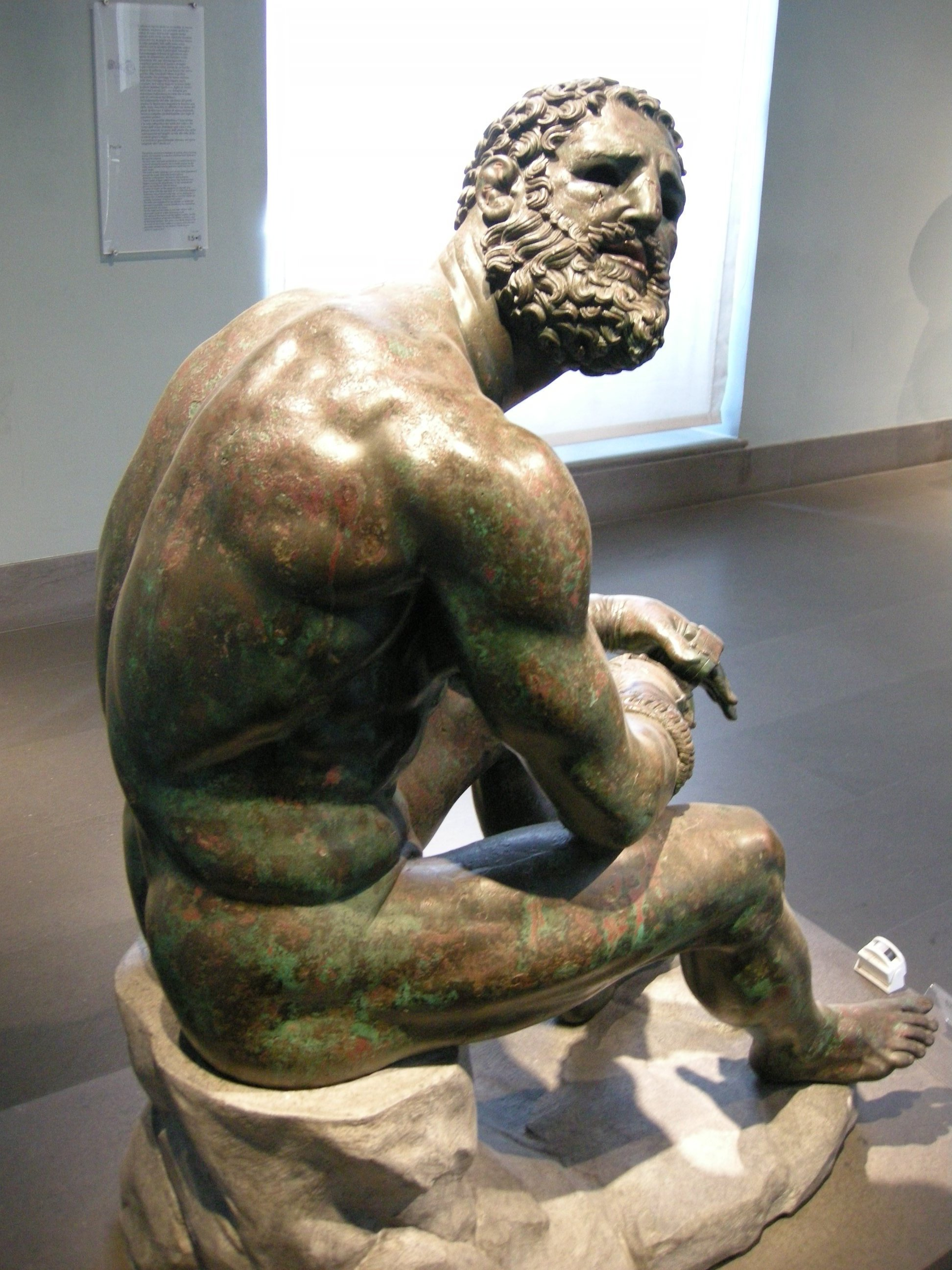
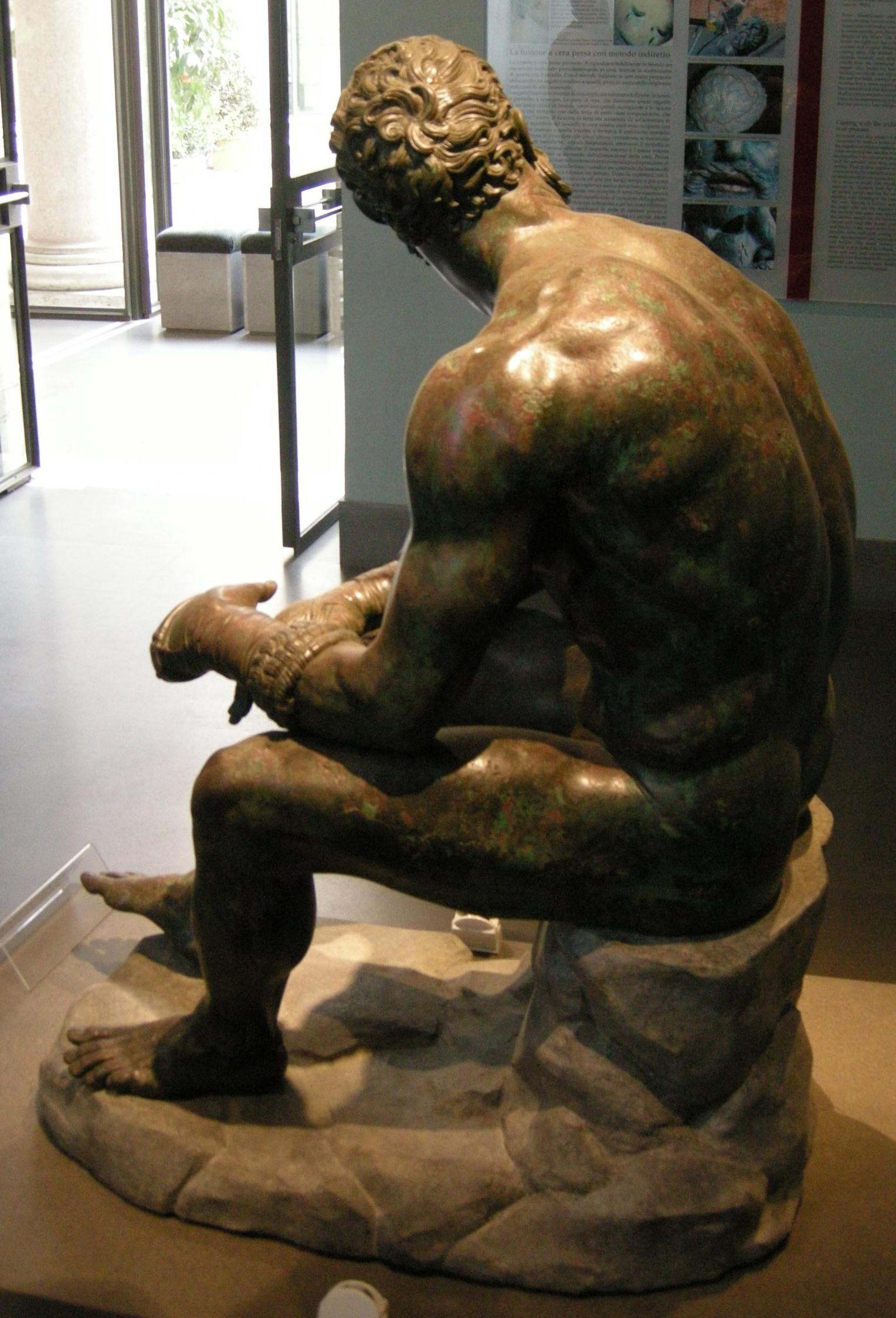

Скульптори материкової Греції доби еллінізму зберігають високий технічний рівень праці з різними матеріалами — при втраті ідеалів, що підживлювали грецьке мистецтво впродовж століть. Серед творців цього періоду — скульптор Аполлоній, син Нестора. Він можливий автор скульптури кулачного борця, котрий не є портретом реальної особи. Але його фігура зберігає деякі риси портретності і типізації, ознаки реальних спостережень за борцями. Це майстерно пророблена фігура немолодого, професійного борця-спортсмена, що заробляє на життя кулачними боями. Він утомлено сидить і підозріло вдивляється у бік. Огляд його гімнастичного тіла примушує жахнутися і завмерти через реалістично передані деталі: у нього зламаний ніс, розірвані вуха, череда шрамів на обличчі та на торсі, на руках кести — особливі рукавички з залізними вставками. Зрозуміло, що у нього давно вибиті зуби. Вставки червоної міді на численних подряпинах і ранах на корпусі вказують, що він щойно закінчив черговий бій і присів, аби відновити сили.
Нічого від ідеалу вільного мешканця держави-полісу чи захисника батьківщини в персонажі давньогрецького скульптора не знайти. Перед глядачами — скалічений психологічно і фізично атлет, який пройшов шлях поневірянь і спустошеності до логічного кінця. Позаду — рани і травми, попереду — повна безвихідь і нікому не потрібна старість.

## Дослідження скульптури і виставки
Наприкінці XX століття скульптуру кулачного борця наново дослідили та законсервували перед чергою нових виставок. Дослідження 1989 року виявили, що вона поєднана із восьми окремих частин, створених в техніці втраченого віску і зашліфована. Скульптура надзвичайно добре збережена і практично не має ушкоджень. Відсутні лише штучні очі, що не псує враження від скульптури.
Ретельність її поховання на схилі пагорба Квірінал наводить на думку, що скульптуру дуже поціновували в Римі і приховали навмисне в траншеї в роки боротьби Риму з готами. Тоді був пошкоджений акведук і занепали терми Константина. А скульптури з терм були ретельно приховані в ґрунті.
Скульптура кулачного борця була репрезентована в містах Бонн та Нью-Йорк під час серії виставок під назвою «Рік італійської скульптури в Сполучених Штатах».